# Guntín
Guntín est une commune de la province de Lugo en Espagne située dans la communauté autonome de Galice.

## Histoire
Le lieu-dit San Fiz au nord-ouest de Guntín est une ancienne commanderie de l'ordre du Temple dite de San Fiz do Ermo.

## Paroisses (parroquias)
- Castelo de Pallares (San Salvador) (gl)
- Costante (San Miguel) (gl)
- Entrambasaugas (Santiago) (gl)
- Ferreira de Pallares (Santa María) (gl)
- Ferroi (Santiago) (gl)
- Francos (San Salvador) (gl)
- Gomelle (Santiago) (gl)
- Grolos (Santa Cruz) (gl)
- Guntín de Pallares (San Salvador) (gl)
- Lamela (Santa Mariña) (gl)
- Lousada (Santa Eulalia) (gl)
- Monte de Meda (San Martiño) (gl)
- Mosteiro (Santa María) (gl)
- A Mota (Santo Estevo) (gl)
- Mougán (Santa María Madanela) (gl)
- Navallos (San Pedro) (gl)
- Ourol (San Xulián) (gl)
- Piñeiras (San Mamede) (gl)
- Pradeda (Santa Eulalia) (gl)
- San Cibrao de Monte de Meda (San Cibrao) (gl)
- San Mamede de Lousada (San Mamede) (gl)
- San Romao da Retorta (San Romao) (gl)
- Santa Cruz da Retorta (Santa Cruz) (gl)
- Santa Euxea (San Xoán) (gl)
- Santa María de Ferroi (Santa María) (gl)
- Sirvián (Santa María) (gl)
- Vilamaior de Negral (San Lourenzo) (gl)
- Vilameá (San Martiño) (gl)
- Vilamerelle (San Vicente) (gl)
- Vilarmao (San Miguel) (gl)
- Zolle (Santa María) (gl)
- Paroisses disparues: San Fiz do Ermo (commanderie)

## Monuments
- Monastère de Santa María de Ferreira de Pallares (gl)